# Rumänische Nationalmannschaft bei der Internationalen Sechstagefahrt
Die rumänischen Nationalmannschaften bei der Internationalen Sechstagefahrt sind eine Auswahl von Fahrern und Fahrerinnen (bislang war jedoch keine Frauenmannschaft am Start) für die Nationenwertungen dieses Wettbewerbes.
Erstmals nahm 1955 eine rumänische Nationalmannschaft am Wettbewerb um die Silbervase teil. 1957 gelang hier der zweite Platz als bislang bestes Ergebnis überhaupt.
Eine Mannschaft für den Wettbewerb um die World Trophy nahm erstmals bei der 87. Internationalen Sechstagefahrt 2012 in Sachsen teil und erreichte den 18. Platz bei 24 teilnehmenden Mannschaften. – Auf Grund dieses Ergebnisses erhielten sie die „Watling-Trophy“ für eine besondere Leistung bei den Six Days.

## 1955–2006
| Jahr                    | World Trophy    | Silbervase |
| ----------------------- | --------------- | --- |
| 1953                    | keine Teilnahme | 9. (A-Mannschaft) N. Buescu M. Saratenu Nicole Sadeanu                                                                                   |
| 1953                    | keine Teilnahme | 15. (B-Mannschaft) N. Niculici E. Somlo Mircea Cernescu                                                                                  |
| 1954                    | keine Teilnahme | keine Teilnahme |
| 1955                    | keine Teilnahme | 8. (A-Mannschaft) Mihaj Pop (Jawa-ČZ 150) Mircea Cernescu (Jawa-ČZ 150) Ludovic Szabo (Jawa-ČZ 150)                                      |
| 1955                    | keine Teilnahme | 13. (B-Mannschaft) Ionita Gheorghe (Jawa 250) Dimitru Dumitrache (Jawa 250) Barbu Predescu (Jawa 250)                                    |
| 1956                    | keine Teilnahme | 11. Mircea Cernescu (ČZ 175) Ludovic Szabo (ČZ 175) Barbu Predescu (ČZ 175) Mihaj Pop (ČZ 125)                                           |
| 1957                    | keine Teilnahme | 2. (A-Mannschaft) Mihaj Pop (ČZ 125) Ludovic Szabo (ČZ 125) Mircea Cernescu (Jawa-ČZ 250) Alexandru Lazarescu (Jawa-ČZ 250)              |
| 1957                    | keine Teilnahme | 17. (B-Mannschaft) Ionita Gheorghe (Jawa-ČZ 250) Constantin Radovici (Jawa-ČZ 250) Nicole Sadeanu (Jawa-ČZ 250) Josif Popa (Jawa-ČZ 175) |
| 1958                    | keine Teilnahme | keine Teilnahme |
| 1959                    | keine Teilnahme | 3. (A-Mannschaft) Ionita Gheorghe (ČZ 175) Ludovic Szabo (ČZ 175) Mihaj Pop (ČZ 125) Barbu Predescu (ČZ 125)                             |
| 1959                    | keine Teilnahme | 6. (B-Mannschaft) Mircea Cernescu (Jawa 250) Ionita Gheorghe (Jawa 250) Josif Popa (ČZ 125) Stefan Jancovici (ČZ 125)                    |
| 1960                    | keine Teilnahme | 19. (A-Mannschaft) Barbu Predescu (ČZ 125) Ionita Gheorghe (ČZ 175) Ludovic Szabo (ČZ 175) Mihaj Pop (ČZ 175)                            |
| 1960                    | keine Teilnahme | 22. (B-Mannschaft) Mihaj Danescu (ČZ 125) Stefan Jancovici (ČZ 125) Josif Popa (ČZ 125) Mircea Cernescu (Jawa 250)                       |
| {\displaystyle \vdots } | keine Teilnahme | keine Teilnahme |
| 2006                    | keine Teilnahme | keine Teilnahme |

## Seit 2007
| Jahr                    | World Trophy | Junior World Trophy | Women’s World Trophy |
| ----------------------- | --- | ------------------- | -------------------- |
| 2007                    | keine Teilnahme | keine Teilnahme     | keine Teilnahme      |
| {\displaystyle \vdots } | keine Teilnahme | keine Teilnahme     | keine Teilnahme      |
| 2012                    | 18. Romeo Duicu (Yamaha) Alexandru Garbacea (HM Honda) Lucian Neaga (KTM) Marton Szilveszter (KTM) Emanuel Gyenes (KTM) Ervin Zsolt Kovas (KTM)       | keine Teilnahme     | keine Teilnahme      |
| 2013                    | 18. Alexandru Garbacea (KTM) Lucian Neaga (KTM) Marcel Butuza (Husaberg) Marton Szilveszter (KTM) Emanuel Gyenes (Husaberg) Andras Janos Elek (KTM)   | keine Teilnahme     | keine Teilnahme      |
| 2014                    | keine Teilnahme | keine Teilnahme     | keine Teilnahme      |
| 2015                    | 17. Stefan Muntean (KTM) Andrei-Nicusor Botoaca (Husqvarna) Ionot Tocitu (KTM) Alexandru Garbacea (KTM) Emanuel Gyenes (KTM) Szilveszter Marton (KTM) | keine Teilnahme     | keine Teilnahme      |
| {\displaystyle \vdots } | keine Teilnahme | keine Teilnahme     | keine Teilnahme      |
| 2024                    | keine Teilnahme | keine Teilnahme     | keine Teilnahme      |